# Kelly Leigh
Kelly Leigh (Hollywood, California; 15 de abril de 1967) es una actriz pornográfica estadounidense.

## Biografía
Debutó en el porno en el año 2006 con la edad de 39 años. Entre su filmografía se encuentran principalmente películas de género MILF como It's a mommy thing 2 (2007), Momma knows best 2 (2007), Chasey Lain: MILF trainer (2008) o MILF Bone 2 (2008).